# PhishTank
PhishTank是基于社区的反钓鱼式攻击服务。
PhishTank于2006年10月2日作为OpenDNS的子公司建立，用户可以从世界各地向其汇报钓鱼网站，经其他用户以投票的形式认证后，即通过公开的API共享给所有使用PhishTank服务的机构和个人。
2006年12月18日发布的Opera 9.10首次内置了反钓鱼功能，其黑名单即是来源于PhishTank.com，此先Mozilla Firefox 2.0也内置了反钓鱼组件，但默认数据库来自Google。除了手工修改设置之外，PhishTank还提供了一个扩展供Firefox用户使用其服务。
其它主流浏览器中，Google Chrome使用Google自家的数据库，Internet Explorer没有绑定钓鱼数据提供商，Safari据推测同时使用了Google和PhishTank的数据 。